# Roccaforzata
Roccaforzata is een gemeente in de Italiaanse provincie Tarente (regio Apulië) en telt 1782 inwoners (31-12-2004). De oppervlakte bedraagt 5,7 km², de bevolkingsdichtheid is 313 inwoners per km².

## Demografie
Roccaforzata telt ongeveer 610 huishoudens. Het aantal inwoners steeg in de periode 1991-2001 met 3,2% volgens cijfers uit de tienjaarlijkse volkstellingen van ISTAT.
| Jaar | Inwoneraantal |
| ---- | ------------- |
| 1991 | 1702          |
| 2001 | 1756          |

## Geografie
Roccaforzata grenst aan de volgende gemeenten: Faggiano, Monteparano, San Giorgio Ionico, Tarente.
Avetrana · Carosino · Castellaneta · Crispiano · Faggiano · Fragagnano · Ginosa · Grottaglie · Laterza · Leporano · Lizzano · Manduria · Martina Franca · Maruggio · Massafra · Monteiasi · Montemesola · Monteparano · Mottola · Palagianello · Palagiano · Pulsano · Roccaforzata · San Giorgio Ionico · San Marzano di San Giuseppe · Sava · Statte · Tarente · Torricella
1. ↑  https://demo.istat.it/?l=it.